# Heterophana dissimilis
Heterophana dissimilis är en skalbaggsart som beskrevs av Leon Fairmaire 1903. Heterophana dissimilis ingår i släktet Heterophana och familjen Cetoniidae. Inga underarter finns listade i Catalogue of Life.